# پنوم کروم
پنوم کروم (به لاتین: Phnom Krom) یک کوه، محوطه باستانی و عوارض جغرافیایی در کامبوج است که در سیم ریپ واقع شده‌است. پنوم کروم ۱۴۰ متر بالاتر از سطح دریا واقع شده‌است.